# Harald Hvarfner
Harald Georg Hvarfner, född den 31 augusti 1926 i Härlunda församling, Skaraborgs län, död den 17 januari 1975 i Nacka, Stockholm, var en svensk museiman och etnolog.

## Biografi
Hvarfner, som var prästson, avlade fil. lic.-examen 1953 och arbetade vid Riksantikvarieämbetet 1948-1962. Han var därefter landsantikvarie i Norrbottens län 1962–1971, och stadsantikvarie och chef för Stockholms stadsmuseum 1971–1973. Åren 1973–1975 var han styresman för Nordiska museet.
Han utsågs 1954 till sekreterare i Rådet för bygdeforskning och folkkultur, och i Föreningen Norrbottens museum 1962. Han var vidare ledamot inom rådet för Tromsø museum från 1967 samt redaktör för årsboken Norrbotten från 1962.
Harald Hvarfners grav finns på Nacka norra kyrkogård.